# Acer confertifolium
Acer confertifolium — вид квіткових рослин з родини сапіндових (Sapindaceae).

## Опис
Це кущ чи невелике дерево 1–4 метри заввишки. Кора коричнева чи сіро-коричнева. Гілочки стрункі, голі, нинішнього року зелені, густо-біло воскові. Листки опадні, розташовані компактно: ніжка 2–2.8 см, тонка, гола; листкова пластинка блискуча, маслинового кольору з обох поверхонь, 3–5 × 3–4 см, гола, з 3 жилками, вторинні жилки численні, основа серцеподібна чи майже серцеподібна, 3-лопатева; частки яйцеподібні, тягнуться на 1/3–1/2 відстані від основи листа, край городчасто-пилчастий, верхівка гостро загострена. Супліддя верхівкові на верхівках невеликих гілочок, з нечисленними самарами; крила широко розходяться; горішки опуклі, з крилами 1.5–2.5 см; крила тупі, злегка серпоподібні, 4–7 мм ушир, голі. Плодить у вересні.

## Поширення
Вид є ендеміком південно-східного Китаю: сх. Фуцзянь, пн.-сх. Гуандун, пд.-сх. Цзянсі.
Населяє змішані ліси; на висотах від 500 до 1000 метрів.

## Використання
Немає інформації про використання та торгівлю цим видом.